# André Sarrasani
 (juin 2018).
Le contenu est difficilement compréhensible vu les erreurs de traduction, qui sont peut-être dues à l'utilisation d'un logiciel de traduction automatique.
 (juin 2018).
Si vous disposez d'ouvrages ou d'articles de référence ou si vous connaissez des sites web de qualité traitant du thème abordé ici, merci de compléter l'article en donnant les références utiles à sa vérifiabilité et en les liant à la section « Notes et références ».
André Sarrasani, né le 3 novembre 1972 à Heidelberg, est un magicien et illusionniste allemand.

## Biographie
André Sarrasani a grandi dans une famille de cirque. Sa mère, née Ingrid Wimmer, adoptée sous le nom de Stosch-Sarrasani, était une artiste. Son père adoptif Fritz Mey (de) a reconstruit le cirque Sarrasani (de) après la Seconde Guerre mondiale. Après avoir terminé ses études à l'internat de l'Odenwaldschule à Ober-Hambach, Sarrasani a fait un apprentissage de serrurier avant de retourner dans l'entreprise de ses parents en 1989 pour apprendre les compétences d'illusionniste dans le cirque des enfants.

## Carrière professionnelle
En 1992, André Sarrasani devient directeur technique du cirque et produit son premier spectacle appelé Arche Noah - Arche Nova en 1995. Il approfondit sa formation d'illusionniste auprès de Lee Pee Ville, un agent d'artistes qui avait lui-même été un illusionniste à succès. Pour la conception de ses premiers programmes, Magic Vision, Fantastische Vorstellungen et Sensations, il a utilisé des modèles de Las Vegas. Un tigre et un bébé tigre blanc ont joué un rôle prépondérant dans ses spectacles en tant qu'apprenti sorcier.
En 2000, il a repris la direction de Sarrasani en tant que plus jeune chef du manège. En rejoignant le conseil d'administration, la compagnie a élargi son champ d'activité au-delà du cirque classique. Il s'agit notamment de la location de tentes, de l'engagement d'artistes individuels et de l'organisation de spectacles complets, y compris la restauration.
En 2007, lors du casting de RTL Das Supertalent, il a fait partie du jury aux côtés de Dieter Bohlen et Ruth Moschner.
Le 1er juillet 2016, Sarrasani GmbH a déposé son bilan. La Sarrasani Event GmbH, nouvellement fondée, retourne à Radebeul après 115 ans. Sarrasani loue le «pub de théâtre» dans le Goldene Weintraube, à côté des théâtres publics.
À Dresde, Sarrasani gère la tente Trocadéro au centre commercial Elbepark. Au cours de la saison 2017/18, 11 000 visiteurs sont venus au salon.

## Vie privée
André Sarrasani est actif dans le domaine social depuis 2003 en tant que mécène de la Deutsche Selbsthilfe Innorene Immunundefekte (DSAI). Il est marié avec l'artiste Edit Slavova, ensemble, ils ont une fille et un fils.